# The Quick Gun
The Quick Gun (Brasil: O Pistoleiro Relâmpago ) é um filme estadunidense de 1964 do gênero faroeste, dirigido por Sidney Salkow e estrelado por Audie Murphy e Merry Anders.
Visto como "antiquado" e "atrasado em duas décadas", ainda assim o filme proporciona um agradável passatempo.

## Sinopse
O pistoleiro Clint Cooper retorna à sua cidade natal, depois de um tempo fora por ter matado em duelo dois filhos do rancheiro Tom Morrison. No caminho, ele se depara com a quadrilha de Jud Spangler, pronta para assaltar o banco local. Quando chega à cidade, Clint vê que a maioria dos homens está fora, conduzindo um rebanho, mas ainda assim decide ajudar o xerife Scotty, seu amigo. Clint também deseja retomar seu romance com Helen Reed e reaver o rancho da família.

## Elenco
| Ator/Atriz       | Personagem       |
| ---------------- | ---------------- |
| Audie Murphy     | Clint Cooper     |
| Merry Anders     | Helen Reed       |
| James Best       | Xerife Scotty    |
| Ted de Corsia    | Jud Spangler     |
| Walter Sande     | Tom Morrison     |
| Rex Holmam       | Rick Morrison    |
| Charles Meredith | Reverendo Staley |
| Frank Ferguson   | Dan Evans        |
| Mort Mills       | Cagle            |
| Gregg Palmer     | Donovan          |